# Convoi de la liberté
Le Convoi de la liberté (en anglais : Freedom Convoy 2022) est un mouvement de protestation contre l'obligation vaccinale anti-Covid-19, imposée aux personnes entrant au Canada par voie terrestre et introduite le 15 janvier 2022 par le gouvernement du Canada. Ce mouvement se compose de convois de camions et de divers véhicules qui traversent chaque province canadienne et se rejoignent à Ottawa, le 29 janvier 2022, pour faire le siège du Parlement fédéral. Par la suite, les revendications contre l'obligation vaccinale s'étendent à la levée de toutes les mesures sanitaires. Divers manifestants demandent également la démission de Justin Trudeau, premier ministre du Canada. Des contre-manifestations sont organisées, notamment par des résidents exaspérés par l'inaction de la police face à cette occupation. Le chef du Service de police d'Ottawa démissionne. Le mouvement de protestation se prolongeant en une crise nationale, le gouvernement fédéral déclare l'état d'urgence dans le cadre de la loi sur les mesures d'urgence. Des convois se rassemblent également dans les capitales du Québec, de Colombie-Britannique et de l'Ontario.
Le Convoi de la liberté est l'objet de controverses, en raison de son mode d'action, ses liens avec l'extrême droite et la participation active de groupes extrémistes.
Des actions protestataires, inspirées d'initiatives prises par le Convoi de la liberté, sont envisagées ou réalisées dans d'autres pays du monde, notamment en Europe, en Australie et en Nouvelle-Zélande.

## Contexte
En novembre 2021, alors que la pandémie de Covid-19 se prolonge et s'amplifie à cause de l'émergence du variant Omicron, le gouvernement du Canada, dirigé par le premier ministre Justin Trudeau, déclare la nécessité d'une extension de l'obligation vaccinale aux chauffeurs routiers qui traversent les frontières du Canada. Le 15 janvier 2022, l'exemption de quarantaine de deux semaines dont bénéficiaient les camionneurs et autres travailleurs essentiels entre officiellement en vigueur. Des personnalités politiques telles que Jason Kenney, premier ministre de l'Alberta, et des camionneurs protestent, soutenant que la mesure pourrait exacerber les perturbations de la chaîne d'approvisionnement,,. Depuis le 22 janvier 2022, les États-Unis ont également une exigence de vaccination pour les personnes non-américaines. L'Alliance canadienne du camionnage estime que 85 % des 120 000 camionneurs canadiens sont déjà vaccinés contre le Covid-19, et que l'obligation aurait un impact sur 26 000 des 160 000 conducteurs des deux pays qui traversent régulièrement la frontière.
Dans le pays, s'organise alors un mouvement de protestation contre l'obligation vaccinale anti-Covid-19 pour entrer par voie terrestre au Canada. Ce mouvement, baptisé « Convoi de la liberté », se compose de convois de camions et de divers véhicules qui traversent chaque province canadienne et convergent, le 29 janvier 2022, vers le parc de la Confédération (en) à Ottawa, capitale du pays, amenant la police à renforcer la surveillance sur la colline du Parlement, emplacement du Parlement fédéral,. Les revendications des protestataires s'étendent rapidement à la levée de toutes les mesures sanitaires. Divers manifestants demandent également la démission du premier ministre Justin Trudeau. Des convois provinciaux se rassemblent également dans les capitales du Québec, de Colombie-Britannique et de l'Ontario. Des contre-manifestations sont organisées, notamment par des résidents de la capitale canadienne,. Les manifestations persistantes engendrant une crise nationale, le gouvernement fédéral canadien déclare l'état d'urgence dans le cadre de la loi sur les mesures d'urgence. La ville d'Ottawa et la province de l'Ontario font de même. C'est la seconde fois, depuis la fin de la Deuxième Guerre mondiale, que l'État canadien recourt à des mesures légales exceptionnelles pour mettre fin à une crise d'ampleur nationale. La première fois remonte à la crise d'Octobre 1970, au cours de laquelle le premier ministre Pierre Elliott Trudeau avait mobilisé l'armée pour contrer les activités terroristes du Front de libération du Québec.
L'Alliance canadienne du camionnage, une organisation nationale représentant les camionneurs canadiens, désapprouve publiquement les actions du Convoi de la liberté et annonce ne pas soutenir le mouvement de protestation,,, tandis que les camionneurs à l'origine de la protestation sont dénoncés par le premier ministre canadien comme une « minorité marginale » aux « opinions inacceptables ». Le mouvement est soutenu par plusieurs politiciens conservateurs. La Chambre de commerce du Canada est en faveur de la vaccination, mais demande le report de la date limite de mise en œuvre de l'obligation vaccinale[réf. souhaitée], tandis que la Coalition manufacturière canadienne exprime son soutien à la levée immédiate de l'obligation.

## Déroulement
Le premier convoi quitte Prince Rupert en Colombie-Britannique le 22 janvier 2022 et arrive à Prince George dans la soirée. Le lendemain, un autre convoi part de Delta avec des supporteurs se rassemblant le long de la route 1. Truck News rapporte que diverses entreprises de camionnage ne soutiennent pas les actions et que les camionneurs ne sont pas autorisés à participer en utilisant les véhicules de l'entreprise.

### 28 janvier
Les premiers convois venant de l'Ouest du pays arrivent à Ottawa. Les manifestants se regroupent dans le centre-ville notamment sur la rue Wellington. La province de la Nouvelle-Écosse interdit les rassemblements le long des autoroutes, plus précisément sur la Transcanadienne (route 104) entre la frontière de la Nouvelle-Écosse et du Nouveau-Brunswick, en raison des rassemblements liés au passage de convoi,.

### 29 janvier
Des convois partant du Québec, et des maritimes qui ont convergé la journée d'avant à Montréal, partent tôt le matin en direction d'Ottawa. Sur le bord de certaines routes et sur plusieurs viaducs le long du trajet, des centaines de personnes se rassemblent pour montrer leur soutien.
À Ottawa, des milliers de personnes se rassemblent en appui aux camionneurs et revendiquent la fin des mesures sanitaires. Aux alentours de midi, Maxime Bernier, le chef du Parti populaire du Canada prononce un bref discours. Peu avant 15 heures, le Centre Rideau, situé dans le centre-ville, doit fermer ses portes à la suite du non-respect des mesures sanitaires par des manifestants. « Il y a tellement de gens et ils sont très agressifs » témoigne un agent de sécurité du centre au Ottawa Citizen. En soirée, la manifestation se transforme en fête avec musique, danse, chants, alcool, cannabis et tirs de feux d’artifice devant le parlement.
La dégradation de la statue de Terry Fox suscite la condamnation, tout comme l'affichage de croix gammées nazies et le stationnement sur la tombe du Soldat inconnu. Certains manifestants ont exigé d'être nourris par une soupe populaire pour les sans-abri d'Ottawa,,.
Des manifestations ont lieu à Winnipeg et Regina.

### 30 janvier-4 février
Le 1er février, la police d'Ottawa procède aux deux premières arrestations. Le lendemain, elle distribue 30 contraventions. Selon la police, il y a 676 camions.
Le 2 février, un convoi d’une dizaine de voitures quitte Sept-Îles, sur la Côte-Nord en direction de Québec. Toujours le 2 février, les organisateurs annoncent par un communiqué de presse qu’ils ne quitteront pas Ottawa avant que « les gouvernements à travers le Canada mettent fin à toutes les mesures sanitaires associées à la Covid-19 ». Le lendemain 200 personnes ont accueilli le convoi à Chicoutimi.
Le 3 février, des manifestants s’installent dans le parc de la Confédération. Ils y construisent une cabane de bois en guise de cuisine communautaire et stock du carburant.
Le 4 février, quelques centaines de manifestants se réunissent devant l’Assemblée nationale du Québec.

### 5 février-6 février
Le 5 février, des manifestations d’appui aux revendications des convois ont lieu à Toronto, Québec, Fredericton, Winnipeg, Regina, Edmonton, Vancouver, Victoria et dans le village frontalier de Coutts, en Alberta.
Comme le samedi d'avant la manifestation se transforme en fête dans les rues d’Ottawa.
Le 6 février au matin, un campement qui était érigé par des Québécois au parc de la Confédération d'Ottawa est démantelé à cause de la pression policière.
À 11 heures le dimanche 6 février, la police d’Ottawa annonce avoir distribué plus de 450 amendes depuis samedi matin pour une multitude d’offenses.
Le 6 février en fin d'après-midi, dans un bref communiqué, le maire Jim Watson déclare l'état d'urgence. Il mentionne que « La déclaration d’un état d’urgence reflète le grave danger ainsi que la menace à la sûreté et la sécurité des résidents posés par les manifestations continues et souligne le besoin de soutien de la part d’autres administrations et ordres de gouvernement »,.
Le SPVQ a procédé à trois arrestations et au remorquage d’un véhicule. Les agents ont aussi donné 50 constats d’infraction en vertu des différents règlements municipaux, 72 en vertu du Code de la sécurité routière et 48 pour stationnement illégal.

### 7 février-11 février
Le 7 février, une injonction de 10 jours est accordée en faveur de résidents du centre-ville d'Ottawa interdisant la poursuite des bruits de sirènes et des klaxons répétitifs. Le maire Jim Watson demande au gouvernement de déployer des renforts policiers pour « étouffer l’insurrection ».
La police d'Ottawa a annoncé, à la suite de la proclamation de l'état d'urgence, l’interdiction de ravitailler, en carburant notamment, les protestataires. Les personnes contrevenant à cet ordre s'exposeront à une arrestation. La police a également entrepris de saisir les bidons d’essence et bonbonnes de gaz accumulés au centre de ravitaillement temporaire des manifestants dans un stade de baseball. Sans carburant, les camionneurs ne pourront plus se chauffer dans leur véhicule alors que les températures sont négatives. Les organisateurs du mouvement ont lancé un appel aux citoyens afin d’héberger les protestataires.
Le 10 février, une soixantaine de véhicules ont tenté de perturber la circulation devant l’aéroport d’Ottawa, mais ont eu peu d’impact.
Le 10 février toujours, des médias signale que des ex-militaires et agents de la Gendarmerie royale du Canada sont parmi les têtes pensantes et les organisateurs de ce convoi, et que cela fait craindre un risque pour la sûreté de l'État,.
Le 11 février, Doug Ford décrète l’état d’urgence en Ontario.

### 12 février-13 février
Le 12 février, des manifestants se rassemblent à Montréal en matinée avant de partir en convoi vers Ottawa. Le chef du Parti populaire du Canada, Maxime Bernier, est présent. Des contre-manifestants opposés au convoi pour la liberté, qu’ils qualifient de « cheval de Troie pour l’extrême droite » sont également présents.
Le pont Ambassadeur, bloqué depuis quelques jours, est débloqué à la suite d'une intervention policière.
Le 13 février, la Gendarmerie royale du Canada procède a l’arrestation de 11 personnes au blocage du poste frontalier de Coutts, en Alberta. À Ottawa, plus de 200 citoyens bloquent l’accès à une vingtaine de véhicules qui tentaient de se rendre à la colline parlementaire. Les résidents du centre-ville d’Ottawa se disent frustré par l’inaction des services policiers,.

### 14 février-18 février
Le matin du 14 février, la Gendarmerie royale du Canada procède, au blocage du poste frontalier de Coutts, en Alberta, à la saisie d’une cache d’armes à feu et de munitions composée de 13 armes d’épaule, d'armes de poing, de plusieurs ensembles de gilets pare-balles, d'une machette, d'une grande quantité de munitions ainsi que de chargeurs de grande capacité,. Deux arrestations ont lieu plus tard dans la journée dont celle d'un homme en possession de deux armes à feu.
Le 14 février, le premier ministre Justin Trudeau invoque la Loi sur les mesures d'urgence afin de mettre un terme aux blocages. Le recours à cette loi est controversé et suscite de nombreuses critiques au Canada. Cette loi donne à la police des pouvoirs extraordinaires pour gérer les manifestations en cours,. La vice-première ministre Chrystia Freeland déclare qu'en vertu de la Loi, les camions des manifestants peuvent être saisis, leurs comptes d'entreprise gelés et l'assurance de leur véhicule suspendue. Bien que Justin Trudeau insiste sur le fait que l'armée ne sera pas déployée, le ministre de la Protection civile Bill Blair n'exclut pas un tel déploiement et qualifie d'« inexplicable » l'absence de mise en application par la police d'Ottawa. La Loi sur les mesures d'urgence remplace l'ancienne Loi sur les mesures de guerre, qui avait été invoquée par le père de Justin Trudeau, l'ancien premier ministre Pierre Elliott Trudeau, pour déployer les Forces canadiennes contre un groupe séparatiste violent pendant la crise d'octobre 1970. C'est la première fois que la loi est invoquée depuis sa création en 1988.
L'Association canadienne des libertés civiles critique l'invocation de la loi dans un communiqué de presse, déclarant : " Cette loi permet au gouvernement de contourner les processus démocratiques ordinaires. " Dans le même communiqué de presse, l'ACLC déclare que la normalisation de la législation d'urgence, "menace notre démocratie et nos libertés civiles.",.
Le 15 février, le blocage du poste frontalier de Coutts est levé par les manifestants. Le chef du Service de police d’Ottawa, Peter Sloly, remet sa démission,.
Le 17 février, une opération policière de grande ampleur commence afin de reprendre le contrôle du centre-ville. Un périmètre de sécurité est établi autour de la zone occupée par les manifestants et plus de 100 postes de contrôle sont mis sur pied. Les manifestants peuvent quitter la zone mais aucun ne peut entrer.
Plusieurs arrestation ciblées sont effectuées dont celle de Tamara Lich, Chris Barber, deux des principaux organisateurs,,.
Le Parlement ferme pendant la journée du 18 février en raison de l'intervention policière. Il rouvre le lendemain.
Le 18 février, l'opération policière se poursuit. Aucun blessé n'est recensé, malgré les longs face-à-face entre manifestants et les forces de l'ordre. Un incident s'est toutefois produit lorsque la police pénètre au sein de la foule des manifestants à cheval. Le soir, la police annonce avoir arrêté plus de 100 personnes et remorqué une vingtaine de véhicules,. Le controversé leader du convoi Pat King est arrêté près d’Ottawa. Chris Barber est libéré sous conditions.

### 19 février-20 février
Le 20 février, un leader des manifestants, Tyson George Billings – aussi connu sous le surnom de « Freedom George » –, est arrêté par la police d’Ottawa.
Le 20 février, le campement qui avait été érigé sur le chemin Coventry est démantelé. Plusieurs dizaines de véhicules qui s’était repliés d’Ottawa se sont regroupés dans un relais routier situé en bordure de l'autoroute 417, au sud de Vankleek Hill.

### Les suites: après le 20 février
Le 22 février, Tamara Lich et Pat King échouent à être libéré de prison en attendant leur procès. Le 23 février, Justin Trudeau révoque le recours à la loi sur les mesures d'urgence, dix jours après son invocation. Le 26 février, le leader des Farfadaas Steeve Charland est arrêté. Le 7 mars, Tamara Lich est libérée avec une caution de 25 000 $ et plusieurs conditions.
Le 15 juin, Tyson Billings est libérée après avoir plaidé coupable à l’accusation d’avoir conseillé de commettre des méfaits et condamné à une peine de prison équivalente aux jours déjà passés en détention préventive. Le 18 juillet, Pat King est libérée avec une caution et plusieurs conditions.
Le 23 janvier 2024, la Cour fédérale déclare que l'utilisation de la loi sur les mesures d'urgence était déraisonnable et inconstitutionnelle.

## Financement
Une collecte de fonds est organisée sur la plateforme de financement participatif Gofundme par Tamara Lich, la secrétaire du Maverick Party, un parti séparatiste de l'Ouest canadien. La campagne recueille plus de 10 millions avant d’être supprimée pour cause de violation des conditions de service. Un million de dollars aurait été distribué avant la suppression de la collecte. Les organisateurs du convoi ont ensuite migré leur campagne vers la plateforme de sociofinancement chrétienne GiveSendGo,. Le 12 février, celui-ci avait collecté 9,05 millions de dollars américains. À la date du 10 février, 55,7 % des 92 844 dons rendus publics proviennent des États-Unis, tandis que 39 % proviennent du Canada. Au moins 41 % des contributions répertoriées dans les données de GiveSendGo sont anonymes.Une collecte de fonds en cryptomonnaie est également organisée. En tout plus de 24 millions ont été amassés grâce au financement participatif, à des virements et des collectes de fonds en cryptomonnaie,. 133 836 ont donné sur la plateforme GoFundMe.
Le plus gros don d'un canadien sur GiveSendGo provient d'une des 500 personnes avec un code postal néo-brunswickois. Un homme d’affaires qui a fait un don de 75 000 $.
L'un des organisateurs du convoi anti-mesures sanitaires de Québec voit sa collecte de fonds organisée sur Simplyk supprimée au motif qu'elle n'est pas destinée à un organisme à but non lucratif.
Le 18 février, la vice-première ministre du Canada Chrystia Freeland déclare : « Notre économie et notre démocratie font face à une menace sérieuse et financée par l’étranger ».

### Comptes bancaires gelés
Le 20 février 2022, la police d'Ottawa annonce que 206 comptes bancaires personnels ou commerciaux en lien avec le mouvement ont été gelés. Cette action s'inscrit à la suite du « décret sur les mesures économiques d’urgence » pris par le gouvernement canadien et annoncé le 14 février 2022 par la ministre des Finances Chrystia Freeland autorisant cette pratique dans le cadre de l'état d'urgence.

## Perte économique et coûts
Les manifestations liées au « Convoi de la liberté » à Ottawa et en Alberta ont coûté au moins 14 millions de dollars au gouvernement fédéral. Le Centre Rideau a perdu 2,5 millions de dollars par jour pendant trois semaines et 85 % des commerçants de la rue Sparks ont fermer leurs portes pour toute la durée de l’occupation. 55,5 millions de dollars au Service de police d’Ottawa.

### Blocage du pont Ambassador
Le 15 février, des rapports ont indiqué que le blocage du pont Ambassador pourrait entraîner des coûts pour l'industrie automobile représentant environ 1,2 milliard de dollars américains dans les économies des États-Unis et du Canada.
Le gouvernement fédéral donnera environ 6 millions à la ville de Windsor pour les aider à payer les coûts liés au blocus qui s’élève a  6,9 millions de dollars.

### Blocus d'Emerson
On estime que le blocus à Emerson, au Manitoba, a causé chaque jour entre 70 et 73 millions de dollars canadiens de pertes économiques.

## Développement du mouvement à l'international

### En France
En France, l'idée des convois est reprise par Rémi Monde (porte-parole de « Convoi France »), les revendications qu'il porte concernent la suppression de toutes les règles sanitaires, la suspension de toutes les directives européennes, la détaxation partielle des carburants, l’augmentation des salaires nets, la démission des députés, des sénateurs, des ministres et du président de la République, et l’instauration du référendum d’initiative populaire.
Des convois réunissant au départ plusieurs centaines de participants se sont élancés dès le mercredi 9 février,, pour converger vers Paris le vendredi 11 février au soir, mais selon les informations locales, le risque de blocage est considéré faible du fait que les organisateurs sont liés aux gilets jaunes et non aux organisations syndicales. Certains appellent ensuite à rejoindre Bruxelles pour une convergence européenne le 14 février. Le 10 février, le convoi est interdit à Paris par la préfecture de police, et à Bruxelles par les autorités belges.
Le journal Le Monde remarque des différences entre le mouvement canadien et le mouvement français, notamment au niveau des tendances apolitiques et des mouvances politiques, mais aussi au sujet des réglementations en vigueur, les camionneurs canadiens étant soumis à l’obligation vaccinale depuis le 15 janvier 2022, alors que dans l'Union européenne les camionneurs ont le droit de voyager entre les pays et de se restaurer dans les relais routiers sans passe vaccinal. De plus, les conducteurs routiers canadiens sont parfois propriétaires de leur camion, ce qui n'est généralement pas le cas de leurs homologues français qui risquent par ailleurs la perte de leur permis de conduire pour entrave à la liberté de circulation. Ainsi, certains camionneurs français considèrent qu'« on (les) inclut dans un mouvement qui ne (les) concerne donc pas ».
Le Monde dresse par ailleurs le profil des participants attendus au sein du mouvement français, très varié : des « Gilets jaunes », des routiers, des restaurateurs, des militants de La France insoumise et du Rassemblement national, des membres des Anonymous, ainsi que des personnes opposées à la vaccination contre la Covid-19. Une note de renseignement territoriale datant du 7 février affirme qu'il n’existe pas en France un profil type clairement identifié chez les soutiens au mouvement, que ni « l'ultra-gauche » ni « l'ultra-droite » ne semble relayer le convoi et parle d'une mouvance hétéroclite qui s’inscrit dans la lignée du mouvement des Gilets jaunes.

### En Belgique
Un appel aux différents convois de la liberté européens est lancé au début du mois de février 2022 pour un rassemblement à Bruxelles le 14 février 2022. Par mesure de précaution, les autorités belges interdissent la manifestation et ferment plusieurs axes routiers. Le mouvement se forme essentiellement à partir de convois venus de France et de la Belgique.
Le rassemblement sera dispersé par la police dans la journée.

### En Australie
Des convois se réunissent à Canberra au début du mois de février. Des routes sont bloquées et certains hommes politiques reçoivent des menaces.
Les manifestants protestent majoritairement contre les restrictions sanitaires mises en place pour lutter contre la pandémie de Covid-19. Ils exigent la fin des mesures et la démission du gouvernement.

## Réactions

### Au Canada

#### En faveur du mouvement
Les députés conservateurs Candice Bergen, Pierre Poilievre, Andrew Scheer, Martin Shields, Warren Steinley, Jeremy Patzer et Leslyn Lewis expriment leur soutien au mouvement. Damien Kurek et Michael Cooper assistent au rassemblement et servent de la nourriture. Cependant, le 10 février 2022, à la Chambre des communes, Candice Bergen, cheffe de l'opposition officielle et cheffe intérimaire du Parti conservateur, demande aux manifestants de laisser tomber les blocages, de retirer les barricades et les camions, et de rentrer chez eux,.
Le premier ministre de la Saskatchewan, Scott Moe, soutient le mouvement.
Le Centre de justice pour les libertés constitutionnelles (en) (en anglais : Justice Centre for Constitutional Freedoms) fournit un soutien juridique au convoi et ses contacts avec les médias.

#### Opposés aux manifestations
Le chef du Nouveau Parti démocratique, Jagmeet Singh, dénonce un convoi « mené par des gens qui promeuvent la suprématie blanche ». Le 31 janvier 2022, il déclare « Les organisateurs sont manifestement des gens d’extrême droite qui veulent diviser la population et ont exploité la frustration des gens » et réclame leur départ.
Le sénateur du Nunavut, Dennis Patterson, quitte le caucus conservateur du Sénat en désaccord avec les appuis aux manifestants par des membres du Parti conservateur. Il déplore les gestes des manifestants qui contribuent, selon lui, à la haine, à l'intolérance et au racisme. Il se dit « très déçu que la direction de son parti n'ait pas condamné l'occupation d'Ottawa », alors que le parti est considéré comme le parti de la loi et de l'ordre.
L'Alliance canadienne du camionnage critique la manifestation en raison de problèmes de sécurité publique et s'en dissocie. L'Atlantic Provinces Trucking Association et la British Columbia Trucking Association critiquent également toutes deux la manifestation,. Le Private Motor Truck Council of Canada fait part de son inquiétude face aux « remarques racistes » venant de participants au convoi, en citant des comparaisons avec les nazis et le communisme. Le Centre Simon-Wiesenthal dénonce l'utilisation de symboles nazis par certains des manifestants.
Dans un communiqué de presse conjoint, la Première Nation algonquine de Pikwakanagan, le Conseil tribal de la nation algonquine Anishinabe et la Première Nation de Kitigan Zibi déclarent qu'ils se dissocient complètement du convoi des camionneurs et du campement érigé dans le Parc de la Confédération (en) d'Ottawa. L’Assemblée des Premières Nations du Québec et du Labrador demande la même chose. Le Conseil des dirigeants des Premières Nations de la Colombie-Britannique condamne les revendications du convoi.
Le 4 février, le député conservateur Pierre Paul-Hus demande que l’on « dégage les rues ».

#### Contre-manifestations
Le 2 février, une poignée de résidents d'Ottawa manifestent devant le poste de police de la rue Elgin afin d'exiger la fin des manifestations. Le matin du 4 février, une « marche pour la sécurité » est organisée par des résidents. Une manifestation pour exiger le départ du convoi de camionneurs, qui devait avoir lieu le 5 février, est de son côté annulée devant les risques que « le convoi représente pour les contre-manifestants ». Plusieurs centaines de contre-manifestants se ressemblent néanmoins devant l'hôtel de ville exaspérés par l'inaction de la police. Le 12 février, 500 contre-manifestants se rassemblent, au parc Lansdowne avant de marcher sur la rue Bank. Le 13 février, des citoyens ottaviens bloquent un convoi aux coins de la rue Bank et de la promenade Riverside et à l'intersection des rues Bronson et Fifth durant plusieurs heures,.
Des petites actions individuelles ou collectives ont également lieu. Sur les fenêtres de certains immeubles du centre-ville, des messages hostiles sont apparus. Des œufs sont lancés sur le véhicule d'un manifestant. Des contre-manifestants isolés vont passer leur message. Des citoyens ottaviens circulent également dans la rue autour des camionneurs, en diffusant notamment la chanson The Party's Over (« la fête est terminée ») de Willie Nelson grâce à des haut-parleurs accrochés à l'arrière d'un véhicule de type pick-up.
Le 5 février, en réaction a la présence d’un convoi dans la ville de Toronto, quelque 200 travailleurs de la santé et des sympathisants marchent de l'Université à un hôpital. Ils brandissent des pancartes indiquant « pas d'imbéciles » ou « des masques N95 pour tous ». La même journée, la police de Vancouver annonce qu'une contre-manifestation bloque un convoi sur l'avenue Terminal vers 11h, l'obligeant à se diviser et emprunter différents itinéraires pour entrer dans la ville. Des cyclistes participent à ce blocage. Le 12 février à Montréal, des contre-manifestants s'opposent à une manifestation d'appui à l'occupation d'Ottawa. Le 19 février à Vancouver, une dizaine de contre-manifestants du groupe Community Over Convoys se réunissent au square Robson afin de montrer leur désaccord avec les convois de camionneurs.
Une chanson, Ram Ranch, est utilisée par les contre-manifestants pour troller les manifestants et les organisateurs. Avec ses paroles très explicites, elle évoque une orgie homosexuelle entre des cowboys,. Les contre-manifestants se font passer pour des militants du mouvement et s'infiltrent sur les canaux Zello, une application de messagerie instantanée utilisée par les manifestants, permettant aussi de communiquer de façon similaire à des talkie-walkie. Une fois installés, certains sont même sélectionnés comme modérateurs et ils diffusent à plein volume la chanson sur les canaux utilisés par les manifestants,. Un contre-manifestant crée le site ram-ranch.ca, qui renvoie vers une plateforme de dons aux personnes touchées par les manifestations et à des associations de défense des droits des minorités.
Plusieurs hashtags évoquant la contestation de ce mouvement sont utilisés sur les réseaux sociaux. Parmi eux, #FluTruxKlan, #FluTrucksClan, ou encore #KarenKonvoy. Le mot d'ordre Ram Ranch Resistance devient lui aussi un hashtag et se répand parmi les opposants à la manifestation.

### Réactions hors du Canada
Divers politiciens américains conservateurs expriment leur appui au mouvement, notamment le sénateur du Texas Ted Cruz, les représentants Jim Banks et Kevin McCarthy, l'ancien chef de cabinet de la Maison-Blanche Mark Meadows, l'ancien président américain Donald Trump,, tandis que le présentateur de Fox News Tucker Carlson se demande quand de tels convois se formeront aux États-Unis. Le milliardaire Elon Musk et plusieurs chaînes de télévision américaines associées à la droite comme Fox News appuient aussi le mouvement.
En France, le 9 février 2022, Marine Le Pen, ancienne présidente du Rassemblement national (RN) et candidate à l'élection présidentielle française de 2022, annonce « comprendre » les convois de la liberté et estime que « c’est une autre forme de “gilets jaunes” ». À la même date, le député et coordinateur de la France insoumise (LFI) Adrien Quatennens assure que son parti soutient le mouvement et encourage ses militants à y participer,. Des personnalités comme Florian Philippot, leader des Patriotes et ex-Rassemblement national, Jean-Frédéric Poisson, ancien candidat à la primaire LR qui a rejoint Éric Zemmour, et l'essayiste Idriss Aberkane, nouveau porte-voix des anti-passe, soutiennent également le mouvement.
A contrario, Damien Abad qui préside le groupe Les Républicains à l'Assemblée nationale affirme qu'il ne « croyait pas à la violence, aux oukazes » et parle d'un « convoi de l'oppression ».

## Controverses

### Liens avec l'extrême droite et participation de groupes extrémistes
Plusieurs organisateurs canadiens sont connus pour leurs liens avec des organisations controversées, l'un des principaux organisateurs du convoi le président de Canada Unity, James Bauder, a déjà déclaré son soutien à QAnon, approuvé les théories du complot autour de la pandémie de Covid-19 et de l'élection présidentielle américaine de 2020, et appelé à l'arrestation du premier ministre Justin Trudeau pour « trahison »,. Un autre des principaux organisateurs Patrick King, cofondateur du Maverick Party (en) et organisateur de Gilets jaunes Canada, a déjà appelé à manifester contre un rassemblement antiraciste et menacé d'agresser physiquement les manifestants antiracistes, diffusé de la désinformation sur la Covid-19 et la théorie du complot du grand remplacement,,.
Dave Steenburg, un leader du convoi, ainsi que Jason LaFace, l'administrateur de la page Facebook du convoi, ont tous deux publié de la propagande des Soldiers of Odin, un groupe d'autodéfense néonazi, sur leurs pages Facebook. LaFace porterait même une veste du groupe,.
Le 3 février 2022, Romana Didulo se rend à Ottawa avec des partisans pour participer au mouvement. Didulo, qui se fait appeler la « reine du Canada », est une théoricienne du complot liée à QAnon. En novembre 2021, elle a appelé ses 73 000 abonnés à Telegram à tirer sur des professionnels de la santé.
Des manifestants portent des drapeaux confédérés et drapeau nazi à Ottawa lors de la manifestation du 29 janvier.
Le groupe identitaire La Meute qui a pris position contre les mesures sanitaires a invité ses membres à manifester à Québec le 5 février.
L’un des organisateurs du «convoi Saguenay/Lac-Saint-Jean» est le fondateur du groupe identitaire Les Patriotes Saguenay/Lac-Saint-Jean.

## Réactivation du convoi en octobre 2023
Le mouvement réactivé depuis la rentrée 2023 est de nouveau accusé, mais cette fois, de vouloir attenter à la vie de certains membres du gouvernement, ceux-ci affirmant que la dite « élite dirigeante » serait mondialisée aussi dans le pédocriminel-satanisme, reprenant en cela les arguments de la très controversée mouvance QAnon d'extrême droite pro-trumpiste.